# Мркаич, Момчило
Мо́мчило Мрка́ич (серб. Момчило Мркаић; род. 21 сентября 1990, Требине, Босния и Герцеговина) — сербско-боснийский футболист, нападающий боснийского клуба «Слога» Добой.

## Клубная карьера
Летом 2013 года стал игроком сербского клуба «Борча».
В январе 2018 года перешёл в сербский клуб «Явор» Иваница. 17 февраля 2018 года в матче против клуба «Црвена звезда» дебютировал в чемпионете Сербии.
4 июля 2023 года подписал контракт с клубом «Тобол» Костанай.

## Достижения
«Воеводина»
- Обладатель кубка Сербии: 2019/20

## Клубная статистика
| Игровая карьера | Игровая карьера   | Игровая карьера | Лига | Лига | Кубок | Кубок | Межд. | Межд. | Др. | Др. |
| --------------- | ----------------- | --------------- | ---- | ---- | ----- | ----- | ----- | ----- | --- | --- |
| 2019/20         | Воеводина         | А               | 9    | 2    | 3     | 0     | —     | —     | —   | —   |
| 2020/21         | Воеводина         | А               | 38   | 6    | 4     | 0     | 1     | 0     | —   | —   |
| 2021/22         | Воеводина         | А               | 17   | 2    | 2     | 0     | 4     | 0     | —   | —   |
| 2022/23         | Борац (Баня-Лука) | А               | 30   | 10   | —     | —     | 2     | 0     | —   | —   |
| 2023            | Тобол             | А               | 11   | 1    | 2     | 0     | 3     | 0     | —   | —   |